# 维纳斯与手持蜂巢的丘比特
维纳斯与手持蜂巢的丘比特是16世纪德国文艺复兴艺术家老卢卡斯·克拉纳赫的一幅油画，可能绘于1531年，现藏于罗马博爾蓋塞美術館。关于这个主题的画作共有二十四幅，画家曾多次复制，开始于1509年。 另一个著名版本《丘比特向维纳斯抱怨》，绘于1526–27年，现藏于伦敦国家美术馆。